# Atlante Internazionale delle Nubi

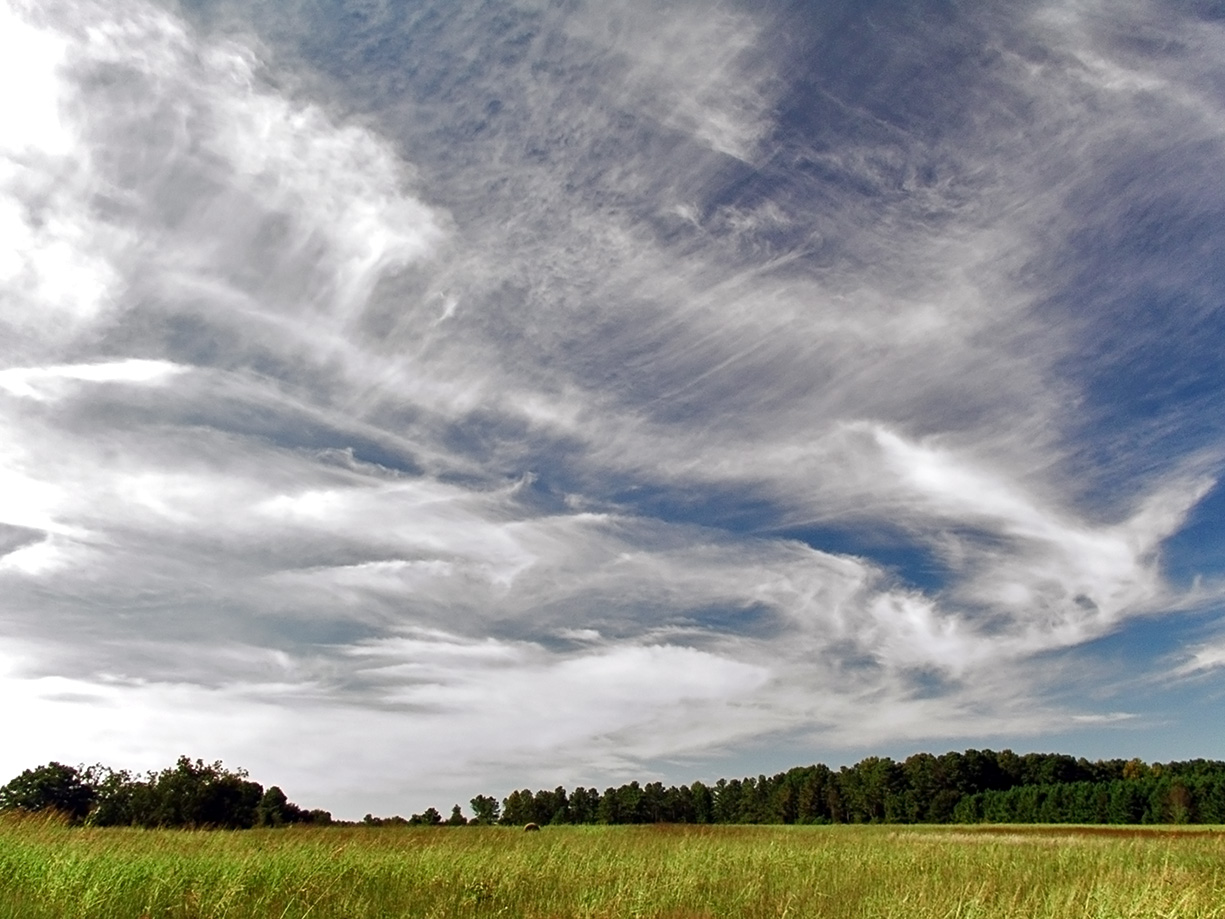
Nubi del genere cirrus; questa tipologia di nubi fu illustrata come prima figura della prima edizione dell'Atlante Internazionale delle Nubi

L'Atlante Internazionale delle Nubi (noto anche semplicemente come Atlante delle Nubi e in inglese come "International Cloud Atlas") fu pubblicato per la prima volta nel 1896 e viene da allora continuamente stampato.
Lo scopo iniziale era di essere di supporto alla formazione dei meteorologi e di promuovere l'utilizzo di un vocabolario specialistico nella descrizione delle nubi, entrambi fattori importanti della nascente scienza della previsione meteorologica.
La prima edizione fece largo uso di tavole stampate a colori da fotografie a colori, una tecnica a quel tempo ancora ai primordi, e che si dimostrò subito essere molto economica rispetto alle tavole disegnate e colorate a mano. Da allora sono state pubblicate numerose edizioni successive.

## Prima edizione
La prima pubblicazione fu curata da Hugo Hildebrand Hildebrandsson, Albert Riggenbach e Léon Teisserenc de Bort, membri della Commissione Nubi dell'International Meteorological Committee conosciuto anche come International Meteorological Organization (ora diventata Organizzazione meteorologica mondiale).
Consiste di una serie di tavole a colori di nubi con testo in inglese, francese e tedesco. I titoli delle pagine erano riportati nelle tre lingue ufficiali e lo stesso Atlante è noto anche con i suoi nomi in francese e tedesco che sono rispettivamente Atlas international des nuages e Internationaler Wolkenatlas. Questi nomi furono decisi dalla Commissione Nubi che comprendeva anche Julius von Hann, Henrik Mohn e Abbott Lawrence Rotch.
La prima edizione si caratterizzò per l'utilizzo delle tavole stampate colori invece che disegnate e colorate a mano. La maggior parte delle tavole erano fotografie a colori, ma c'erano anche disegni. La prima tipologia di nubi rappresentata fu il cirrus con fotografia a colori. A quell'epoca le fotografie a colori erano ancora una novità, piuttosto complessa e costosa e non erano disponibili foto per tutte le tipologie di nubi; la Commissione Nubi fu pertanto costretta ad usare anche disegni per poter riprodurre tutte le tipologie di nubi.
La prima edizione fu in parte ispirata dall'osservazione del meteorologo inglese Ralph Abercromby che le tipologie delle nubi erano le stesse in ogni parte del mondo. Abercromby e Hildebrandsson avevano sviluppato una nuova classificazione delle nubi che era già stata pubblicata nel 1890 nel "Cloud Atlas" da Hildebrandsson, Wladimir Köppen e Georg von Neumayer. Altri lavori similari pubblicati precedentemente erano Nordeuropas Sky-former di M. Weilbach (Copenhagen, 1881), Wolkentafeln di M. Singer (Monaco, 1892), Classificazione delle nubi della Specola Vaticana (Roma, 1893) e Cloudland del reverendo W. Clement Ley (Londra, 1894).

## Edizioni successive

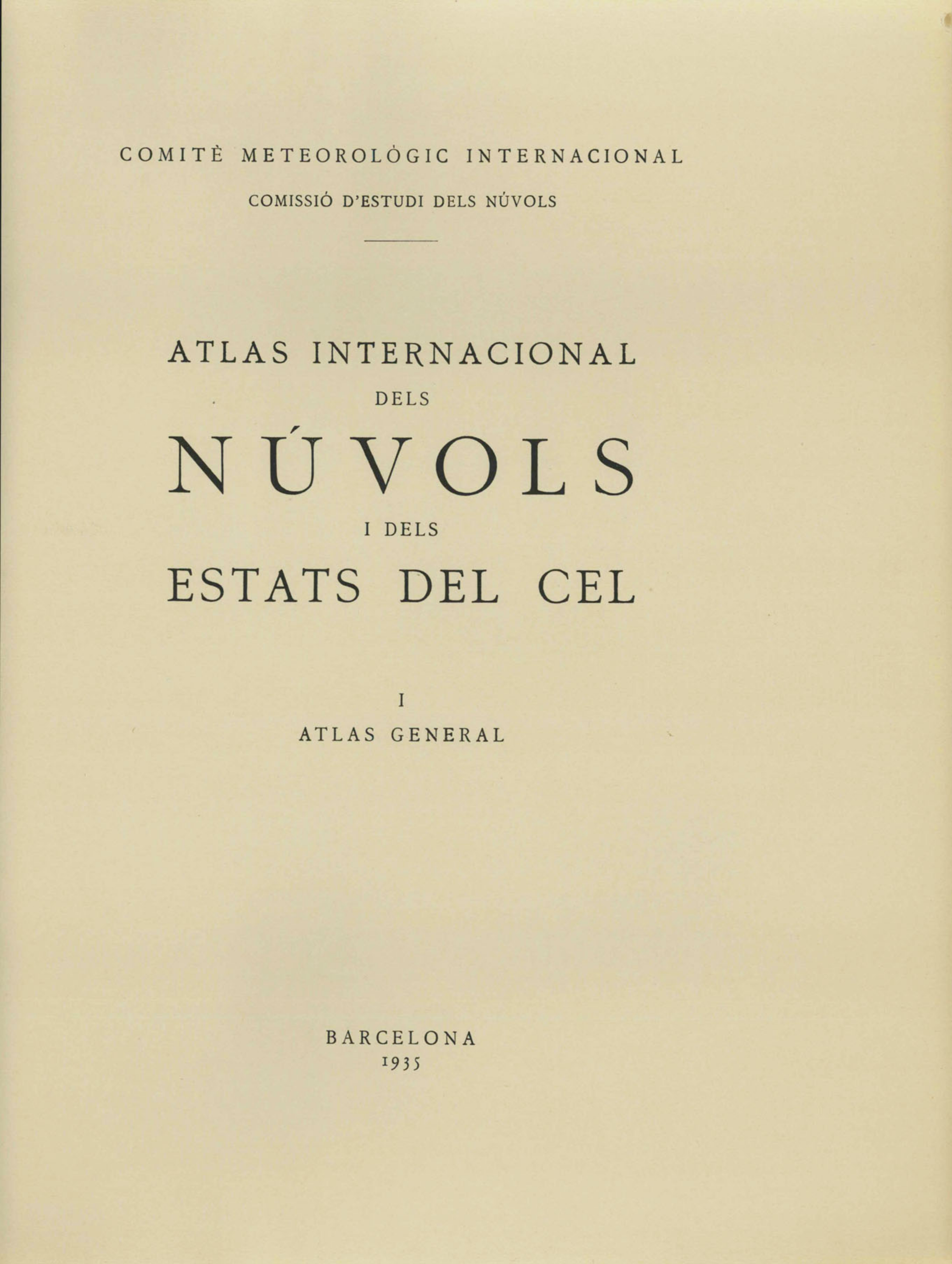
Copertina della versione in catalano Atles Internacional dels Núvols i dels Estats del Cel (1935)

Dopo la prima edizione del 1896, l'Atlante fu pubblicato nel 1911, 1932, 1939, 1956, 1975, 1987 e 2017.
L'edizione del 1932 fu intitolata  International Atlas of Clouds and of States of the Sky (Atlante Internazionale delle Nubi e dello Stato del Cielo). Oltre alle tre lingue originarie (inglese, francese e tedesco) questa edizione fu pubblicata anche in catalano (Atles Internacional dels Núvols i dels Estats del cel) grazie al mecenatismo di Rafel Patxot membro del comitato scientifico che collaborava con il Servei Meteorològic de Catalunya (Servizio Meteorologico della Catalogna), che sponsorizzò l'intera pubblicazione.
Nell'edizione del 1939 il titolo fu modificato in International Atlas of Clouds and Types of Skies (Atlante Internazionale delle Nubi e Tipi di Cielo). L'edizione del 1956 fu la prima pubblicata in due volumi, una di solo testo e l'altra dedicata alle immagini. Questo ridusse i costi e rese più semplice la pubblicazione in altre lingue. Si ebbero così le versioni in norvegese (Internasjonalt skyatlas 1956) nel 1958, e in polacco (Międzynarodowy atlas chmur; atlas skrócony) nel 1959. La versione in olandese (Wolkenatlas. Bewerkt naar de Internationale verkorte wolkenatlas van de Meteorologische Wereldorganisatie) comparve nel 1967.

### Edizione del 1975
L'edizione del 1975 fu pubblicata in due volumi a distanza di 12 anni tra loro: Volume I (testo) nel 1975 e Volume II (tavole) nel 1987.
Le innovazioni includevano un nuovo capitolo con la descrizione delle nubi viste dall'alto, come appaiono da un aereo. La precedente classificazione delle idrometeore fu sostituita dalla nuova classificazione di meteora, in cui le idrometeore sono uno dei gruppi:
- idrometeora: un insieme di particelle di acqua liquida o solida sospese o in cadura attraverso l'atmosfera.
- litometeora
- fotometeora:
- elettrometeora

### Edizione del 2017

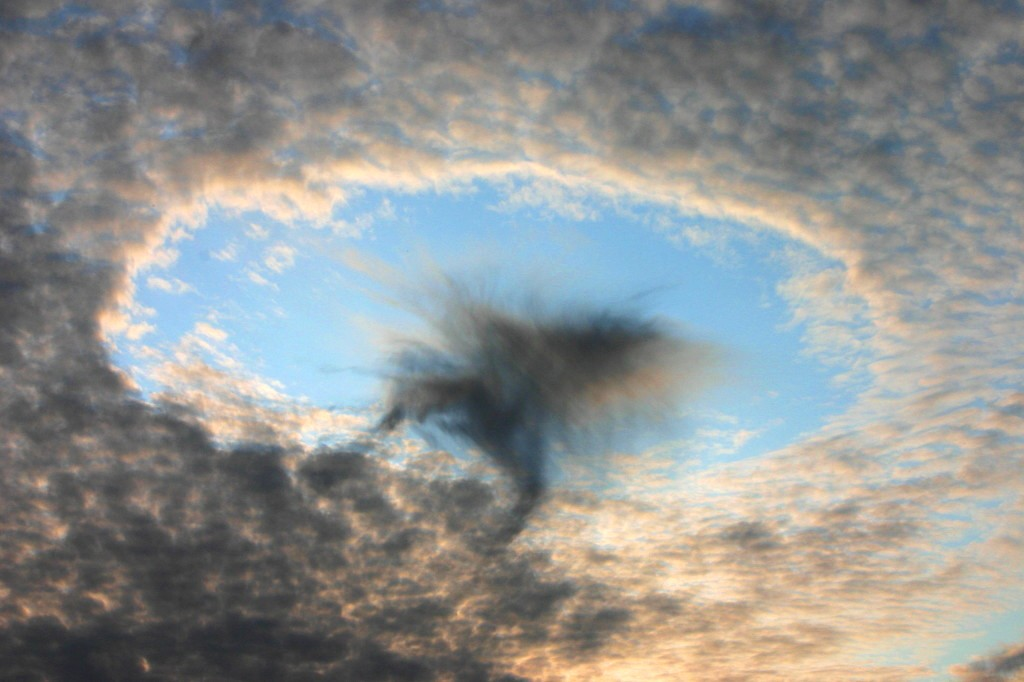
Cavum sopra l'Austria

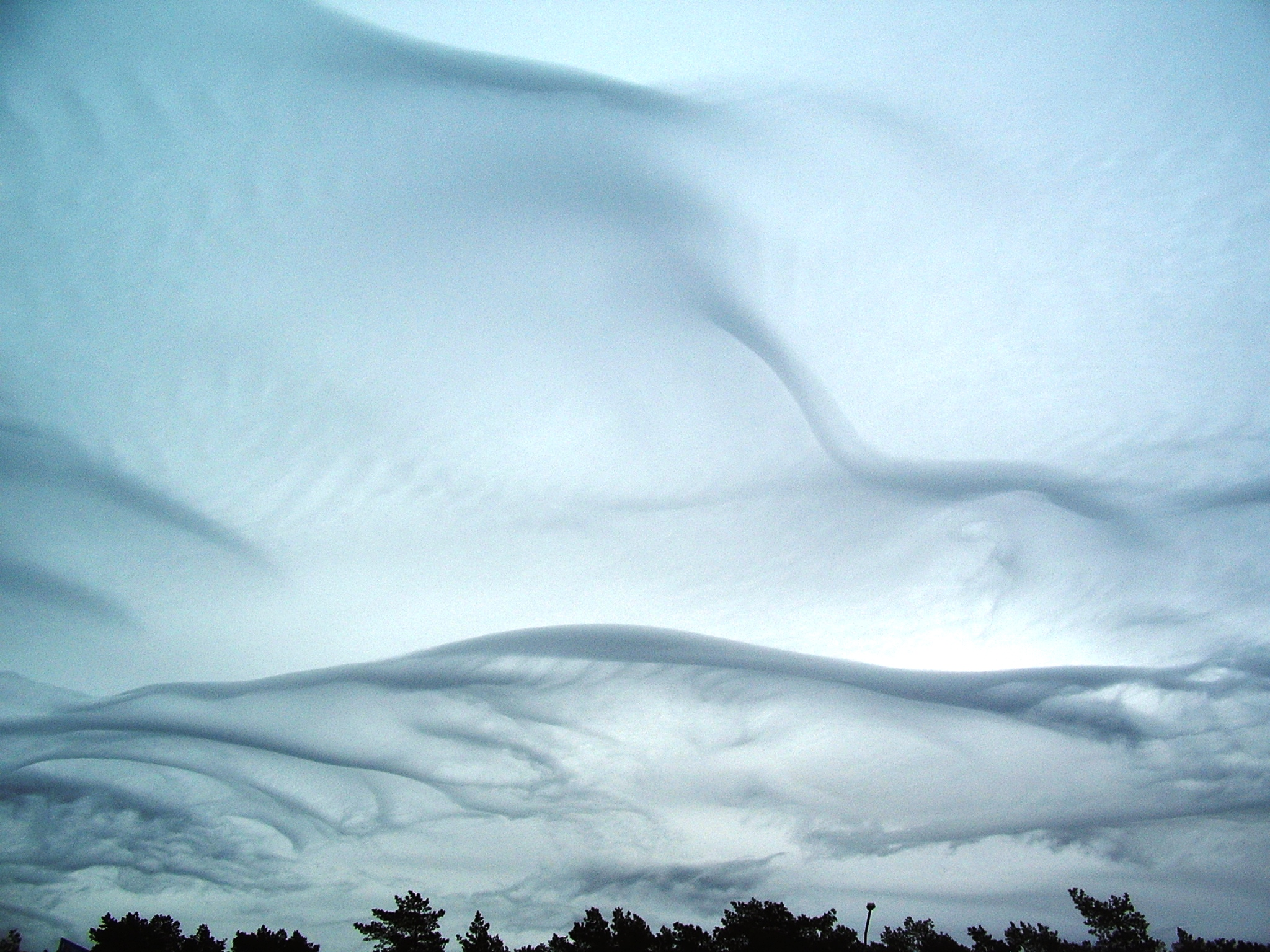
Asperitas sopra Tallinn, Estonia

L'edizione del 2017 dell'Atalante Internazionale delle Nubi ha introdotto 12 nuove formazioni nuvolose - una nuova specie, cinque nuove caratteristiche aggiuntive, un nuovo tipo di nuvola accessoria, e cinque nuove nuvole speciali. L'edizione del 2017 dell'atlante è disponibile online. 
Di seguito sono riportate le nuove aggiunte::
Specie
- Volutus: si tratta di una formazione relativamente rara collegata al wind shear, spesso simile ad un rullo di nubi scure che avanza.

Caratteristiche aggiuntive
- Asperitas: nuvole fluttuanti simili ad onde marine
- Cavum: chiamate comunemente "buchi nelle nuvole", sono formate da cristalli di ghiaccio che attraversano la nuvola scendendo da una altezza superiore, creando così il buco.
- Murus: un nuovo termine formale per "muro di nuvole", presente alla base di celle temporalesche imponenti
- Cauda: una caratteristica aggiuntiva simile ad una coda, associata alle nuvole Murus
- Fluctus: andamento ondeggiante delle nuvole creato da instabilità di Kelvin-Helmholtz

Tipo di nuvola accessoria
- Flumen: conosciuta come "coda di castoro", è un tipo di nuvola allungata presente ai bordi delle cellule temporalesche più forti

Nuvole speciali
Alcuni fenomeni particolari sono stati riconosciuti ufficialmente dal WMO ed è stato assegnato loro un nome specifico:
- Cataractagenitus: nuvola formata da acqua nebulizzata simile a quella delle cascate
- Flammagenitus: nuvole formate da intense fonti di calore; pyrocumulus
- Homogenitus: nuvole causate dall'attività dell'uomo, come ad esempio le scie di condensazione degli aerei o le scie causate dalle navi e dalle torri di raffreddamento
- Homomutatus: nuvole che evolvono da Homogenitus in coperture nuvolose persistenti
- Silvagenitus: nuvole associate all'evaporazione nelle zone boschive come le foreste nebulose di laurisilva nelle Isole Canarie.